# Rajd Dolnośląski 1962
6. Rajd Dolnośląski – 6. edycja Rajdu Dolnośląskiego. Był to rajd samochodowy rozgrywany od 18 do 20 maja 1962 roku o współczynniku 7. Była to druga runda Rajdowych Samochodowych Mistrzostw Polski w roku 1962. Rajd został rozegrany na nawierzchni asfaltowej. Miał charakter zjazdu gwiaździstego do Wrocławia. Zwycięzcą został Sobiesław Zasada.

## Wyniki końcowe rajdu[1][2]
| Miejsce | Kierowca             | Pilot               | Samochód           | Klasa |
| ------- | -------------------- | ------------------- | ------------------ | ----- |
| 1       | Sobiesław Zasada     | Ewa Zasada          | Morris Mini Cooper | 2     |
| 2       | Adam Wędrychowski    | Andrzej Zieliński   | Renault Dauphine   | 3     |
| 3       | Krzysztof Komornicki |                     | BMW 700            | 1     |
| 4       | Ksawery Frank        |                     | Chevrolet          | 2     |
| 5       | Andrzej Żymirski     | Jerzy Zaczeniuk     | DKW Junior         | 1     |
| 6       | Wiesław Trojanowski  | W. Skoczyński       | FSO Syrena 101     | 3     |
| 7       | Aleksander Sobański  | Mieczysław Sochacki | Škoda Octavia      | 5     |
| 8       | Marian Repeta        | Eugeniusz Stryczek  | FSO Warszawa 202   | 2     |
| 9       | Marek Varisella      | Mirosław Jeżowski   | FSO Syrena 102     | 3     |
| 10      | Henryk Ruciński      | Henryk Skowron      | Ford Taunus        | 2     |